# Acrepidopterum
Acrepidopterum is een kevergeslacht uit de familie van de boktorren (Cerambycidae). De wetenschappelijke naam van het geslacht werd voor het eerst geldig gepubliceerd in 1926 door Fisher.

## Soorten
Acrepidopterum omvat de volgende soorten:
- Acrepidopterum acutum Zayas, 1975
- Acrepidopterum capilosum Martins & Galileo, 2008
- Acrepidopterum jamaicensis Fisher, 1942
- Acrepidopterum minutum Fisher, 1926
- Acrepidopterum pilosum Fisher, 1932
- Acrepidopterum reseri Vitali, 2002